# فيك غالواي
فيك غالواي (بالإنجليزية: Vic Galloway)‏ هو مذيع ‏ ودي جيه بريطاني، ولد في 4 أغسطس 1972 في مسقط في سلطنة عمان.

## وصلات خارجية
- الموقع الرسمي